# Miriam Butt

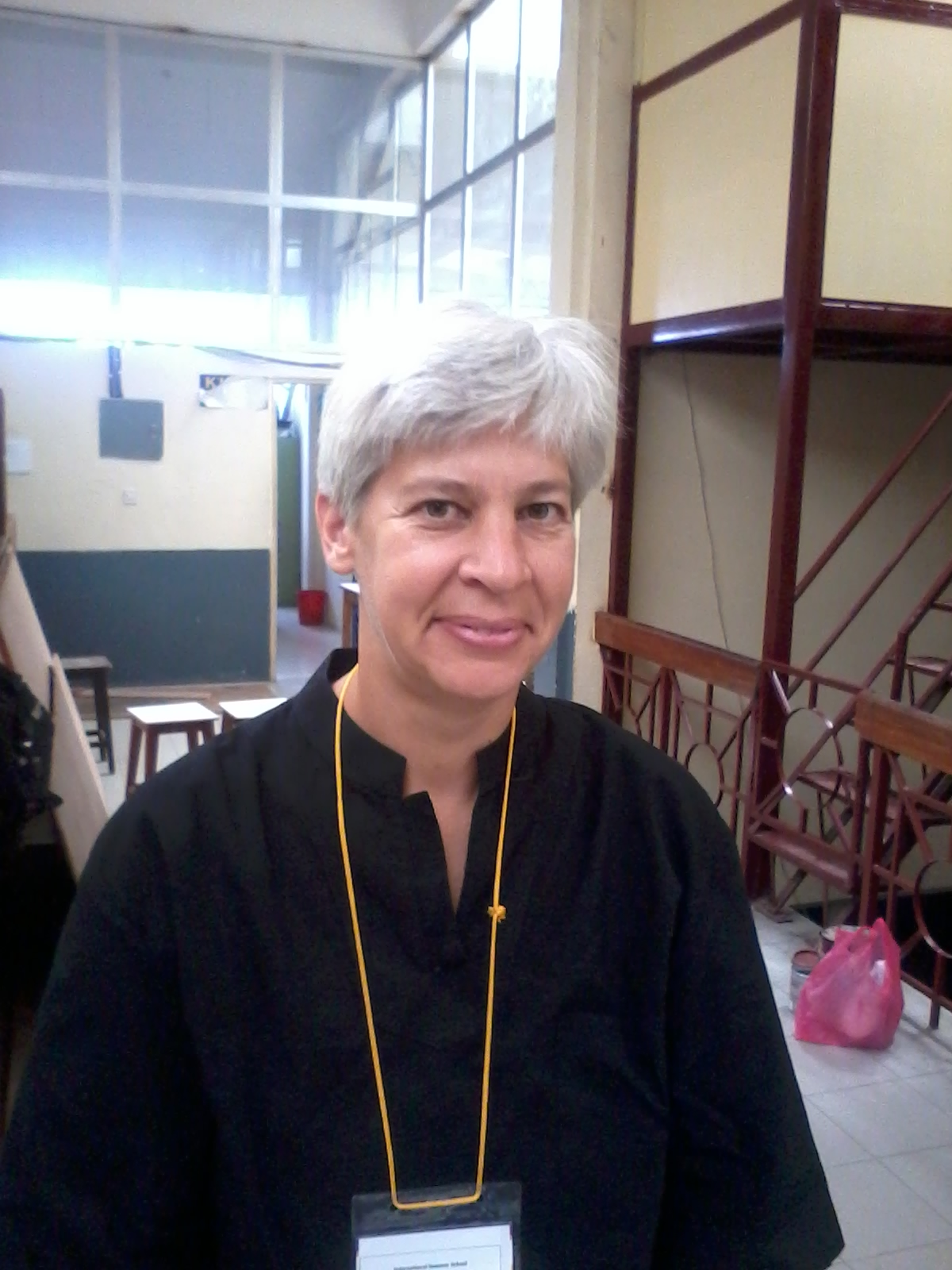
Miriam Butt

Miriam Jessica Butt [bʌt] (* 27. Februar 1966 in Ta'if) ist eine deutsche Linguistin und Professorin für Computerlinguistik an der Universität Konstanz. 

## Werdegang
Butt studierte von 1984 bis 1987 am Wellesley College Sprachwissenschaft und Informatik. Von 1991 bis 1993 studierte sie an der Stanford University Sprachwissenschaft und wurde 1993 dort mit einer Dissertation über komplexe Prädikate promoviert. Danach folgten Stationen an der Universität Tübingen, am Institut für Maschinelle Sprachverarbeitung an der Universität Stuttgart und dem University of Manchester Institute of Science and Technology, bevor sie ihre derzeitige Position an der Universität Konstanz antrat.
Butt forscht vorwiegend zur Syntax, Morphologie, Semantik und Phonologie des Urdu und anderer südasiatischer Sprachen, sowie zur Architektur der Grammatik und Interface-Fragen. Als Computerlinguistin ist sie im ParGram-Projekt an der Entwicklung paralleler Grammatiken beteiligt und befasst sich außerdem mit der Visualisierung linguistischer Daten.
2019 wurde Butt in die Academia Europaea gewählt.

## Veröffentlichungen (Monografien)
- M. Butt: Theories of Case. Cambridge University Press, Cambridge 2006.
- M. Butt, T. H. King, M.-E. Niño, F. Segond: A Grammar Writer's Cookbook. CSLI Publications, Stanford 1999.
- M. Butt: The Structure of Complex Predicates in Urdu. CSLI Publications, Stanford 1993.